# Безопасный (статус языка)
Безопасный (англ. safe) — статус языка ЮНЕСКО.
Безопасные языки — это те языки, которым не грозит вымирание, так как используются всеми поколениями, их передача между ними не нарушена.

## Примеры безопасных языков

Карта распространения русского языка

В данном разделе перечислены некоторые безопасные языки:
- Амхарский,
- Английский,
- Арабский,
- Армянский,
- Венгерский,
- Вьетнамский,
- Креольский (гаити),
- Греческий,
- Грузинский
- Иврит,
- Испанский,
- Итальянский,
- Казахский,
- Китайский,
- Корейский,
- Латышский,
- Литовский,
- Немецкий,
- Персидский,
- Польский,
- Португальский,
- Румынский,
- Русский,
- Словацкий,
- Таджикский,
- Татарский,
- Турецкий,
- Узбекский,
- Украинский,
- Французский,
- Хинди,
- Чешский,
- Эстонский,
- Японский